# 2,4,N-三硝基苯氨基乙酸铅
2,4,N-三硝基苯氨基乙酸铅是一种化合物，化学式为Pb(C8H5N4O8)2。撞击感度>36%。分解产物含铅的氧化物。

## 合成
2,4-二硝基氯苯和氨基乙酸在催化剂下反应，得到2,4-二硝基苯氨基乙酸（产率97%），分离后加入乙酸酐并进行冰水浴，缓慢滴加浓硝酸，得到2,4,N-二硝基苯氨基乙酸（74%）。分离此产物，用NaOH溶液调节pH至6～7，加入硝酸铅，得到本产物（90%）。